# Rede Nacional de Cuidados Continuados Integrados

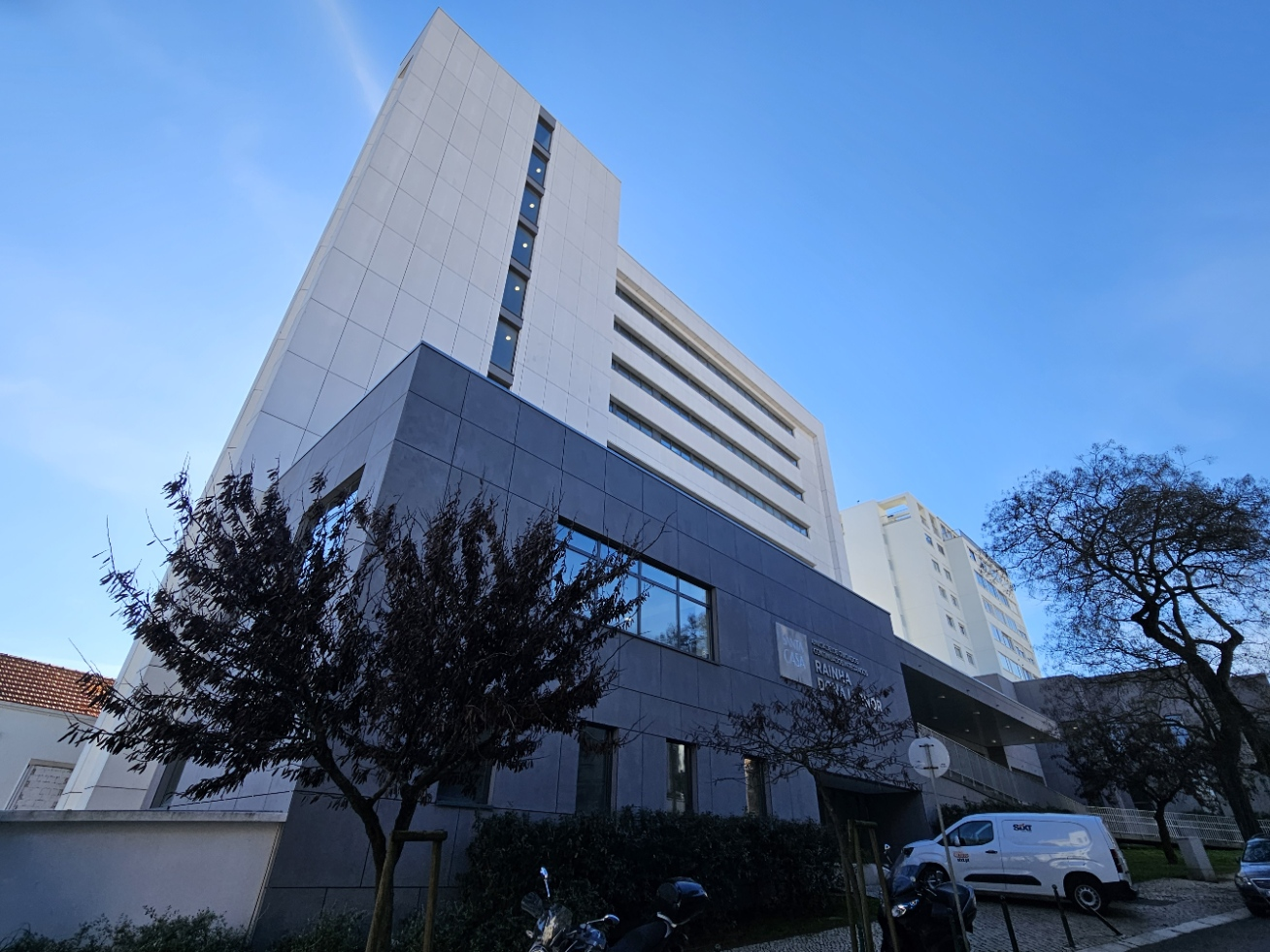
Unidade de Cuidados Continuados Integrados Rainha Dona Leonor, em Lisboa

A Rede Nacional de Cuidados Continuados Integrados (RNCCI) é uma rede de prestação de cuidados de saúde e apoio social de forma continuada e integrada a pessoas que se encontrem em situação de dependência. Criada em 2006, é uma parceria entre o Ministério da Saúde e o Ministério do Trabalho, Solidariedade e Segurança Social de Portugal e é constituída por unidades públicas e privadas.
A RNCCI de âmbito geral é constituída por Equipas de Cuidados Continuados Integrados Domiciliárias (ECCI) e Unidades de Internamento. As Equipas de Cuidados Continuados Integrados são unidades móveis que prestam cuidados de saúde no domicílio a pessoas que não se podem deslocar de forma autónoma. As Unidades de Internamento proporcionam cuidados médicos e de enfermagem permanentes, exames, prescrição de medicamentos, fisioterapia, apoio psicossocial, higiene, alimentação, convívio e lazer. No âmbito da saúde mental, a RNCCI é constituída por Residências de Treino de Autonomia, Unidades Sócio Ocupacionais, Residências de Apoio Máximo, Residências de Apoio Moderado e Equipas de Apoio Domiciliário.

## Tipologias

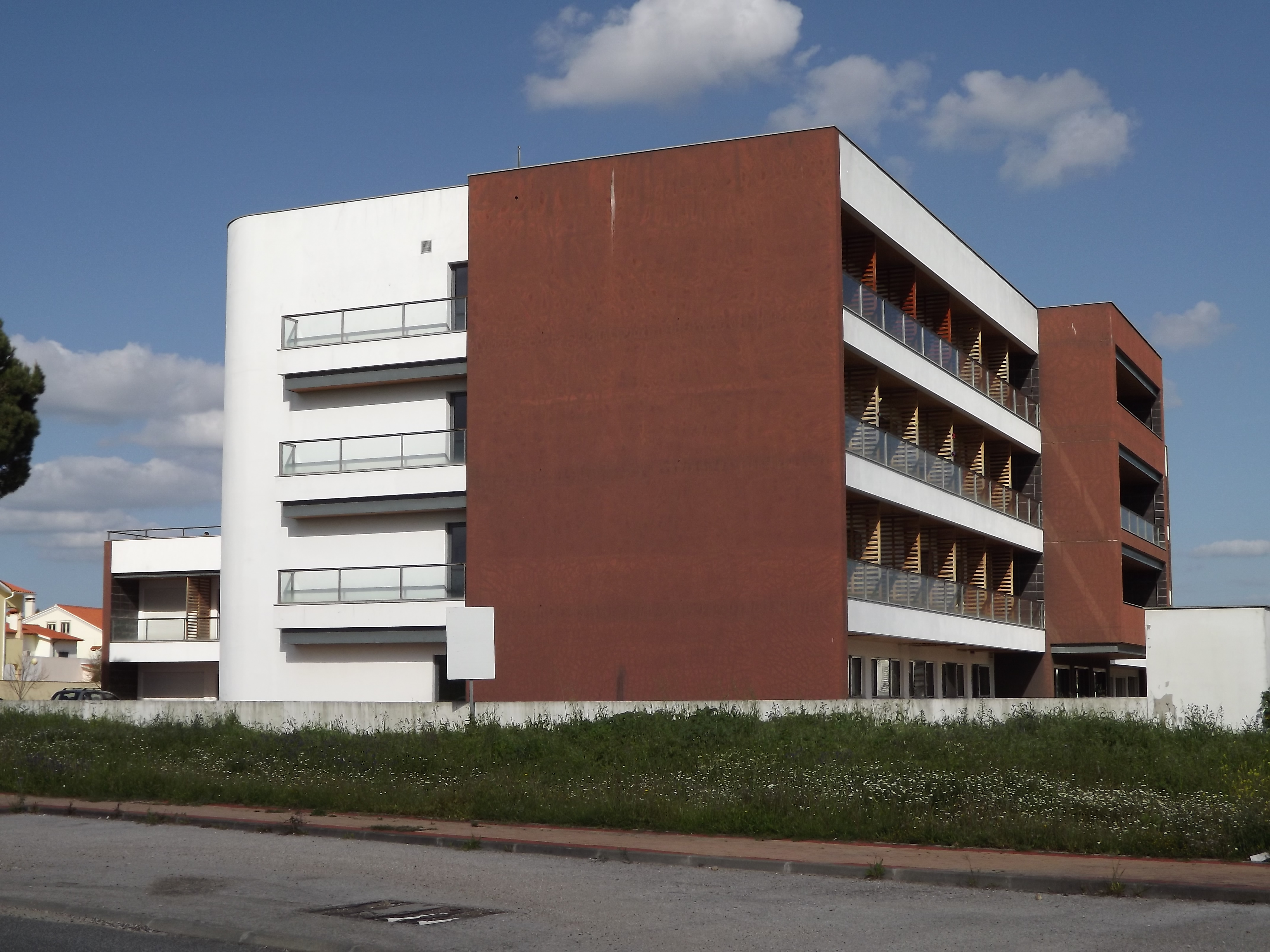
Unidade de Cuidados Continuados Integrados no Entroncamento

### Âmbito geral
A RNCCI de âmbito geral é constituída por Equipas de Cuidados Continuados Integrados Domiciliárias (ECCI) e Unidades de Internamento. As Unidades de Internamento proporcionam cuidados médicos e de enfermagem permanentes, exames, prescrição de medicamentos, fisioterapia, apoio psicossocial, higiene, alimentação, convívio e lazer. As Unidades de Internamento podem ser Unidades de Convalescença, Unidades de Média Duração e Reabilitação (UMDR) e Unidades de Longa Duração e Manutenção (ULDM).

#### Equipas de Cuidados Continuados Integrados Domiciliárias (ECCI)
As Equipas de Cuidados Continuados Integrados são unidades móveis que prestam cuidados de saúde no domicílio a pessoas que não se podem deslocar de forma autónoma.

#### Unidades de Convalescença
As Unidades de Convalescença destinam-se a internamentos até 30 dias de pessoas que já não necessitam de cuidados hospitalares, mas que em função de uma doença ou deficiência requeiram cuidados de saúde que não possam ser prestados no domicílio.

#### Unidades de Média Duração e Reabilitação (UMDR)
As Unidades de Média Duração e Reabilitação destinam-se a internamentos de 30 a 90 dias de pessoas que perderam temporariamente a sua autonomia, mas com possibilidade de reabilitação, e que requeiram cuidados de saúde que não possam ser prestados no domicílio.

#### Unidades de Longa Duração e Manutenção (ULDM)
As Unidades de Longa Duração e Manutenção destinam-se a internamentos com mais de 90 dias de pessoas com doenças ou processos crónicos, que não reúnam condições para serem tratadas em casa ou noutro tipo de resposta. Prestam cuidados de saúde que previnem e retardam o agravamento da situação de dependência.

### Saúde mental
No âmbito da saúde mental, a RNCCI é constituída por Residências de Treino de Autonomia, Unidades Sócio Ocupacionais, Residências de Apoio Máximo, Residências de Apoio Moderado e Equipas de Apoio Domiciliário. As Residências de Treino de Autonomia (RTA) são unidades residenciais que desenvolvem programas de reabilitação psicossocial que promovem a reintegração social e familiar de pacientes com algum grau de funcionalidade. As Residências de Apoio Moderado (RAMo) e e Apoio Máximo (RAMa) são unidades residenciais que desenvolvem programas de reabilitação para pessoas com moderado a elevado grau de incapacidade psicossocial e que não podem ser tratadas no domicílio. As Unidades Sócio Ocupacionais (USO) são unidades destinadas a pessoas com moderado ou reduzido grau de incapacidade psicossocial, mas com disfuncionalidades na área relacional, ocupacional ou de integração social.